# 千葉胤平
千葉 胤平（ちば たねひら）は、南北朝時代の武将。千葉胤貞の嫡子（次男）。

## 生涯
曽祖父頼胤の没後、曽祖父に代わって祖父宗胤が異国警固番役として肥前国に赴き下総国を離れた間に大叔父胤宗に千葉氏の家督を横領されてしまった。
そのため父の胤貞は、大叔父の子貞胤と千葉氏の家督を賭けて争うが、そのような中の建武元年12月1日（1334年12月27日）、父より肥前国小城郡と千田荘および八幡荘の総領職を継ぐ。だがその後胤平についての記録が残っておらず、大叔父の子貞胤との争いには父の胤貞が前面に出ていることから、総領職を継いでまもなく没したものと推測されている。
下総国の所領はさらに弟の胤継（たねつぐ）に譲られ、肥前国小城郡については父の養子であった叔父の胤泰の知行とし、分割して継承されることとなった。